# Państwowy Urząd Repatriacyjny
Państwowy Urząd Repatriacyjny (PUR) – został powołany na mocy dekretu PKWN z 7 października 1944. Jego zadaniem była początkowo organizacja „repatriacji” (jak ówcześnie nazywano depatriację, czyli przymusowe wysiedlenie ludności z rodzinnych stron) ludności na pojałtańskim (zob. konferencja jałtańska) terytorium Polski (następnie zakres zadań został poszerzony).
Podporządkowano go prezydium PKWN. Po powołaniu Władysława Wolskiego na stanowisko wiceministra administracji publicznej dyrektorem Zarządu Centralnego PUR mianowany został w kwietniu 1945 Michał Sapieha, a po jego ustąpieniu w 1948 Mścisław Olechnowicz, który już wcześniej  zarządzał aparatem organizacyjnym urzędu. W wyniku reorganizacji dokonywanych w ciągu 1945 rola PUR-u uległa zmianie, gdyż dekret z 7 maja 1945 rozszerzył zakres działania PUR o migracje wewnątrz terytorium państwa, nakazując jego kierownictwu organizowanie „powrotu wysiedlonych przez niemieckiego okupanta do poprzednich miejsc zamieszkania” oraz „przesiedlenia na tereny odzyskane ludności z innych okręgów państwa polskiego” jednocześnie podporządkowując go Ministerstwu Administracji Publicznej.
Dekretem z 13 listopada 1945 zwierzchnictwo nad PUR przejęło Ministerstwo Ziem Odzyskanych.
Trudności związane z ogromnymi rozmiarami migracji powojennych, a zwłaszcza niska efektywność mechanizmu transferów ludności skłoniły władze do powołania nowego urzędu, tzw. „Generalnego Pełnomocnika Rządu do spraw Repatriacji”.
W efekcie utworzenia urzędu „Generalnego Pełnomocnika Rządu do spraw Repatriacji” znaczenie PUR-u zostało ponownie znacznie pomniejszone – odtąd zajmował się on tylko organizowaniem transportu osób przesiedlonych i roztaczaniem nad nimi opieki na terytorium kraju (w nowych granicach), natomiast wszelkie inne pola aktywnej działalności w sferze przemieszczeń ludności leżały w kompetencji Generalnego Pełnomocnika.
Na ziemiach wchodzących w skład pojałtańskiej Polski PUR tworzył oddziały wojewódzkie obejmujące swym zasięgiem działania województwo, na pozyskanych wyrokami konferencji poczdamskiej ziemiach zachodnich i północnych – oddziały okręgowe, obejmujące po kilkanaście powiatów, z tym jednak, iż część tych terenów wyłączono spod zarządu oddziałów okręgowych i powierzono bezpośrednio oddziałom wojewódzkim w Białymstoku, Katowicach i Poznaniu. Hierarchiczna struktura urzędu była rozbudowana o kolejny dolny szczebel systemu organizacyjnego PUR: stanowiły go oddziały powiatowe.
Podstawową rolę w realizacji przesiedleń ludności odgrywały purowskie punkty etapowe. Istniały cztery rodzaje takich punktów:
- punkty wlotowe usytuowane przy nowej granicy wschodniej, których zadaniem było przejęcie przybywających i udzielenie im koniecznego wsparcia materialnego i finansowego oraz niezbędnej pomocy żywnościowej, m.in. Specjalny Punkt Etapowy Zachodni w Dziedzicach, jeden z trzech największych w nowej Polsce tzw. „punktów repatriacyjnych”, przez który przewinęło się około 500 tys. ludzi (z ogólnej liczby 1,3 mln przesiedleńców)[4].
- punkty przelotowe, rozstawione wzdłuż magistrali kolejowych, wyspecjalizowane przede wszystkim w dostarczaniu przesiedleńcom transportów żywności i utrzymywaniu sprawnego kierowania transportów do punktów docelowych
- punkty przeładunkowe, wyspecjalizowane w przeładunku transportów z taboru szerokotorowego na system kolei normalnotorowej.
- punkty docelowe, w których transporty migrantów miały być rozładowywane, a przesiedleńcy mieli zostać skierowani do przeznaczonych im czy też obranych przez nich miejsc osiedlenia.

Według stanu na 31 sierpnia 1945 PUR dysponował 259 punktami etapowymi wszystkich rodzajów o łącznej pojemności 141 221 osób.
Uchwałą Rady Ministrów z 22 marca 1951 Państwowy Urząd Repatriacyjny został zniesiony.
12 kwietnia 2023 na dawnej siedzibie Zarządu Centralnego PUR-u przy ul. Piotrkowskiej 29 w Łodzi została odsłonięta tablica pamiątkowa. Odsłonięcia dokonała JM Rektor Uniwersytetu Łódzkiego prof. Elżbieta Żądzińska. Inicjatorem umieszczenia tablicy był zaś dr Wojciech Marciniak – kierownik Archiwum Sybiraków Uniwersytetu Łódzkiego. Inskrypcja informuje o siedzibie Zarządu Centralnego PUR-u oraz o tym, że pracownicy PUR na terenie całego kraju nieśli pomoc przesiedleńcom (np. z ziem wschodnich II Rzeczypospolitej), repatriantom (z głębi ZSRR – głównie Sybirakom, z Niemiec i z innych państw), reemigrantom (np. z Francji) oraz osadnikom. Ponadto na tablicy znalazła się informacja, że pracownicy PUR-u uczestniczyli w zagospodarowywaniu zachodnich i północnych ziem powojennej Polski.    